# 海信广场
海信广场是一个坐落在天津和平区小白楼CBD中心商务区的商业建筑。位于解放北路188号，该建筑营业面积5.8万平方米，地下1层，地上6层，汇集百货、餐饮、超市等多种商业业态。

## 品牌
- 古驰
- 范思哲
- 卡地亚
- 乔治·阿玛尼
- 芬迪
- PRADA
- Kenzo
- 麥絲瑪拉
- Calvin Klein
- LOEWE
- 汤米·席尔菲格
- Lacoste
- 屈臣氏
- 哈根达斯

## 交通
- 天津地铁一号线小白楼站
- 天津地铁九号线六纬路站

## 内部链接
- 小白楼
- 开封道欧式风情街

## 链接
1. ↑  .   [2010-01-03]. （原始内容存档于2009-08-03）.